# Xã Goodland, Michigan
Xã Goodland (tiếng Anh: Goodland Township) là một xã thuộc quận Lapeer, tiểu bang Michigan, Hoa Kỳ. Năm 2010, dân số của xã này là 1.828 người.